# Пустинно плъховидно кенгуру
Пустинното плъховидно кенгуру (Caloprymnus campestris) е изчезнал вид бозайник от семейство Плъховидни кенгурута (Potoroidae), единствен представител на род Caloprymnus.